# Перре, Жан Батист
Жан Батист Перре (фр. Jean-Baptiste Perrée; 19 декабря 1761 — 18 февраля 1800) — французский контр-адмирал времен Первой республики.

## Биография
Родился 1763 году в городе Сен-Валери-сюр-Сомм торговца, который был капитаном собственного корабля. С 1773 году проходил службу на торговых судах. В 1793 году переходит на военный флот и получает чин лейтенанта.
Командуя фрегатом «Proserpine» («Прозерпина»), Перре в том же году захватил в удачном крейсерстве 63 неприятельских торговых судна. За свои подвиги получает звание капитана.
В 1794 году, в отряде капитана 1 ранга Альмане, принимал участие в разорении английских владений Гвинейского берега и Сьерра-Леоне, с захватом 110 английских, испанских и португальских коммерческих судов.
14 марта 1795 года, в сражении у мыса Ноли, командовал фрегатом «Minerve», на котором держал флаг командующий Тулонской эскадры, контр-адмирал Мартен.
В 1796 году был командиром фрегата «Диана» в Средиземном море.
В 1797 году возглавил флот Венеции в Адриатическом море.
В 1798 году был во главе фрегата «Меркурий» (в звании контр-адмирала) в составе эскадры Брюеса, что двинулась в Египет. По прибытии в Африку Наполеон Бонапарт поручил Пере возглавить Нильскую флотилию, в состав которой вошли 3 фрегата и 2 брига. Эти корабли стояли в Александрии и не участвовали в Абукирском сражении.
Перре 8 апреля 1799 года получил поручение отвести продовольствие и боевые припасы в Яффу для Сирийской армии. Согласно полученному приказу, он передал сухопутным войскам часть своих орудий и снарядов, оставив последних на судах лишь по 15 на пушку. Не имея таким образом возможности выдержать сражение в случае встречи с английской эскадрой контр-адмирала сэра Сиднея Смита, блокировавшей сирийские берега, и ощущая недостаток в продовольствии, Перре решил вернуться в Тулон.
После 71 дня плавания, в 60 милях от этого порта он был настигнут 17 июня 2 английским линейными кораблями и 2 фрегатами; 18 июня, после короткой перестрелки суда его были взяты в плен.
После обмена пленными Перре получил в командование отряд из 78-и пушечного линейного корабля «Généreux», 3 корветов: «Badine», «Sans-Pareille» и «Fauvelle» и фрегата «Ville-de-Marseille», с которыми ему было поручено отвезти войска, боевые припасы и провиант на остров Мальту, тесно заблокированный английской эскадрой. Прорвав блокаду Тулона 6 февраля 1800 года, 18 февраля в виду острова Лампедуза, к югу от Сицилии, Перре оказался окруженным английской эскадрой адмирала Нельсона (5 линейных кораблей и 1 фрегат). После часового боя «Généreux» сдался; фрегат был взят раньше; корветам удалось ускользнуть и вернуться в Тулон. Перре во время боя ядром оторвало ногу, и он скончался в тот же вечер.